# ВЕС Траттбергет-Скалбергетт
ВЕС Траттбергет-Скалбергетт — наземна вітрова електростанція у Швеції. Знаходиться в центральній частині країни у лені Вестерноррланд.
Майданчик для станції обрали в комуні Ерншельдсвік, за 90 км на північний-захід від центру цієї адміністративної одиниці. Будівельні роботи розпочались у 2011-му, а за два роки тут ввели в експлуатацію ВЕС із 30 турбін німецької компанії Siemens типу SWT-2.3-101 із одиничною потужністю 2,3 МВт.